# Morbihan (voilier)
Pour les articles homonymes, voir Morbihan (homonymie).
Le Morbihan est le premiere classe de voilier de course monotype fabriquée en France. Dessinée en 1891 par Émile Soinet à la demande de la Société nautique de Lorient, cette classe a été conçue pour être construite en série.

## Historique
La revue Le Yacht, dans son numéro du 28 mars 1891 relate le projet de la Société nautique de Lorient : créer un petit yacht élégant, performant, léger comme un « youyou », économique à l'achat et à l'entretien. Le premier exemplaire est mis à l'eau et le compte rendu de la revue dans son numéro du 22 août 1891 est élogieux : ce n'est pas un youyou, mais le yacht minimum. Ce bateau est dans l'air du temps des années 1890, favorable à la démocratisation de la voile.

## Description
Le plan du Morbihan est réalisé par Émile Soinet à la demande de la Société nautique de Lorient, dont il est membre. Il en a soigné le dessin en le dotant d'une étrave à guibre, d'un arrière à cul de poule prolongeant la voûte, et d'une quille munie d'une dérive pivotante. Le tout sur 4 mètres de long. Un bout-dehors imposant et un gréement houari à la longue bôme lui donnent les airs d'un 30 m2 CVP dessiné par Gustave Caillebotte, en miniature. 
La coque est pontée, la baignoire (cockpit) est bordée d'hiloires. La réalisation des membrures en acacia ployé permet de les reproduire fidèlement selon un gabarit. La forme des bordés est simplifiée au maximum.

## La diffusion du voilier
Daniel Charles juge l'expérience du Morbihan comme principalement destinée à diminuer les coûts plus qu'à standardiser les performances, du fait que, par exemple, le bateau pouvait recevoir des gréements différents et qu'il était impossible de garantir une exacte similitude.
Pas plus de 25 unités du Morbihan ont été construites.

## Reconstitution d'un Morbihan
En 1991, à l'initiative de Daniel Charles, un chantier naval est créé à la Cité des sciences et de l'industrie, dans le cadre d'un atelier reconstituant celui de Gustave Caillebotte, peintre et architecte naval. Entre autres bateaux, un Morbihan y est construit suivant les plans d'origine. L'animation de la réalisation est confiée à Yves Gaubert sous la présidence de l'association rochelaise Bateaux traditionnels d'entre Loire et Gironde.